# Вестон (Вермонт)
Вестон (англ. Weston) — місто (англ. town) в США, в окрузі Віндзор штату Вермонт. Населення — 623 особи (2020).

## Демографія
Згідно з переписом 2010 року, у місті мешкало 566 осіб у 262 домогосподарствах у складі 157 родин. Було 565 помешкань
Расовий склад населення:
| - 98,1 % — білих - 0,7 % — азіатів - 0,4 % — чорних або афроамериканців |

До двох чи більше рас належало 0,9 %. Частка іспаномовних становила 0,2 % від усіх жителів.
За віковим діапазоном населення розподілялося таким чином: 13,8 % — особи молодші 18 років, 52,8 % — особи у віці 18—64 років, 33,4 % — особи у віці 65 років та старші. Медіана віку мешканця становила 55,7 року. На 100 осіб жіночої статі у місті припадало 108,9 чоловіків;  на 100 жінок у віці від 18 років та старших — 104,2 чоловіків також старших 18 років.
Середній дохід на одне домашнє господарство  становив 115 760 доларів США (медіана — 72 692), а середній дохід на одну сім'ю — 148 276 доларів (медіана — 84 821). Медіана доходів становила 45 000 доларів для чоловіків та 43 750 доларів для жінок. За межею бідності перебувало 9,2 % осіб, у тому числі 11,9 % дітей у віці до 18 років та 1,7 % осіб у віці 65 років та старших.
Цивільне працевлаштоване населення становило 265 осіб. Основні галузі зайнятості: освіта, охорона здоров'я та соціальна допомога — 19,2 %, науковці, спеціалісти, менеджери — 17,4 %, мистецтво, розваги та відпочинок — 16,6 %.